# 162
162（百六十二、ひゃくろくじゅうに）は、自然数また整数において、161の次で163の前の数である。

## 性質
- 162は合成数であり、約数は1, 2, 3, 6, 9, 18, 27, 54, 81, 162である。
  - 約数の和は363。
    - 約数の和が奇数になる21番目の数である。1つ前は144、次は169。
    - 約数の和が回文数になる13番目の数である。1つ前は146、次は166。(オンライン整数列大辞典の数列 A028980)

  - 37番目の過剰数である。1つ前は160、次は168。
- 52番目のハーシャッド数である。1つ前は156、次は171。
  - 9を基とする17番目のハーシャッド数である。1つ前は153、次は171。
- 正二十角形の内角は162°である。
  - 正 n 角形において内角が度数法で整数になる11番目の角度である。1つ前は160°、次は165°。(オンライン整数列大辞典の数列 A110546)
- 各位の立方和が平方数になる19番目の数である。1つ前は132、次は168。(オンライン整数列大辞典の数列 A197039)
13 + 63 + 23 = 225 = 152
- 1/162 = 0.0061728395… (下線部は循環節で長さは9)
  - 逆数が循環小数になる数で循環節が9になる2番目の数である。1つ前は81、次は324。
- 162 = 2 × 34
  - 2つの異なる素因数の積で p 4 × q の形で表せる4番目の数である。1つ前は112、次は176。(オンライン整数列大辞典の数列 A178739)
  - 2i × 3 j (i ≧ 1, j ≧ 1) で表せる12番目の数である。1つ前は144、次は192。(オンライン整数列大辞典の数列 A033845)
  - 2i × 3 j (i ≧ 0, j ≧ 0) で表せる24番目の数である。1つ前は144、次は192。(オンライン整数列大辞典の数列 A003586)
- 162 = 2 × 92
  - n = 2 のときの n × 9n の値とみたとき1つ前は9、次は2187。(オンライン整数列大辞典の数列 A158749)
  - n = 9 のときの 2n 2 の値とみたとき1つ前は128、次は200。(オンライン整数列大辞典の数列 A001105)
- 162 = 2 × 34
  - n = 3 のときの 2n 4 の値とみたとき1つ前は32、次は512。(オンライン整数列大辞典の数列 A244730)
  - n = 4 のときの 2 × 3n の値とみたとき1つ前は54、次は486。(オンライン整数列大辞典の数列 A008776)
- 162 = 6 × 33
  - n = 3 のときの 6n 3 の値とみたとき1つ前は48、次は384。(オンライン整数列大辞典の数列 A244726)
- 162 = 32 + 32 + 122 = 42 + 52 + 112 = 72 + 72 + 82
  - 3つの平方数の和3通りで表せる14番目の数である。1つ前は150、次は166。(オンライン整数列大辞典の数列 A025323)
- 162 = 42 + 52 + 112
  - 異なる3つの平方数の和1通りで表せる50番目の数である。1つ前は157、次は164。(オンライン整数列大辞典の数列 A025339)
- 4つの平方数の和9通りで表せる最小の数である。次は178。(オンライン整数列大辞典の数列 A025365)
  - 4つの平方数の和 n 通りで表せる最小の数である。1つ前の8通りは130、次の10通りは198。(オンライン整数列大辞典の数列 A025416)
- 約数の和が162になる数は1個ある。(106) 約数の和1個で表せる36番目の数である。1つ前は160、次は164。

## その他 162 に関連すること
- 西暦162年
- 紀元前162年
- 年始から数えて162日目は6月11日、閏年は6月10日。
- 第162代ローマ教皇はカリストゥス2世（在位：1119年2月1日～1124年12月13日）である。
- アシアナ航空162便着陸失敗事故は、2015年4月14日に広島空港で発生し、27人が負傷した航空事故。
- ハレー彗星の軌道傾斜角は約162度の逆行軌道彗星である。